# 桃合木苏木
桃合木苏木，是中华人民共和国内蒙古自治区兴安盟科尔沁右翼前旗下辖的一个乡镇级行政单位。

## 行政区划
桃合木苏木下辖以下地区：
乌审一合嘎查、阿其朗图嘎查、合力木嘎查、照日格图嘎查、好力保嘎查和桃合木嘎查。